# جون بيكيت (لاعب كرة قاعدة)
جون بيكيت (بالإنجليزية: John Pickett)‏ هو لاعب كرة قاعدة أمريكي، ولد في 20 فبراير 1866 في شيكاغو في الولايات المتحدة، وتوفي بنفس المكان في 4 يوليو 1922.

## وصلات خارجية
- جون بيكيت على موقعبيزبول رفرنس.كوم (الدوري الرئيسي) (الإنجليزية)
- جون بيكيت على موقعبيزبول رفرنس.كوم (الدوري الثانوي) (الإنجليزية)